# Микс кебаб
«Микс кебаб» — фильм бельгийского режиссёра, сценариста и продюсера Гая Ли Тиса.

## Сюжет
Бельгиец турецкого происхождения по имени Ибрагим отправляется в родную Турцию, чтобы встретиться со своей кузиной Элиф. Дело в том, что его родители хотят, чтобы сын женился на Элиф. Ибрагим, в общем не против, но есть одно но: парень давно посещает ночные клубы для геев и его сердце принадлежит другу Кевину. Интрига состоит в том, что на встречу с будущей невестой Ибрагим отправляется с Кевином. Об отношениях мужчин становится известно семье Ибрагима. Его брат, радикальный исламист, вооружившись ножом, решает расправиться с Кевином, но по дороге сам становится жертвой молодчиков.

## В ролях
| Актёр             | Роль    |
| ----------------- | ------- |
| Джем Акканат      | Ибрагим |
| Саймон Ван Буйтен | Кевин   |